# Sant Jaume de l'Hospital

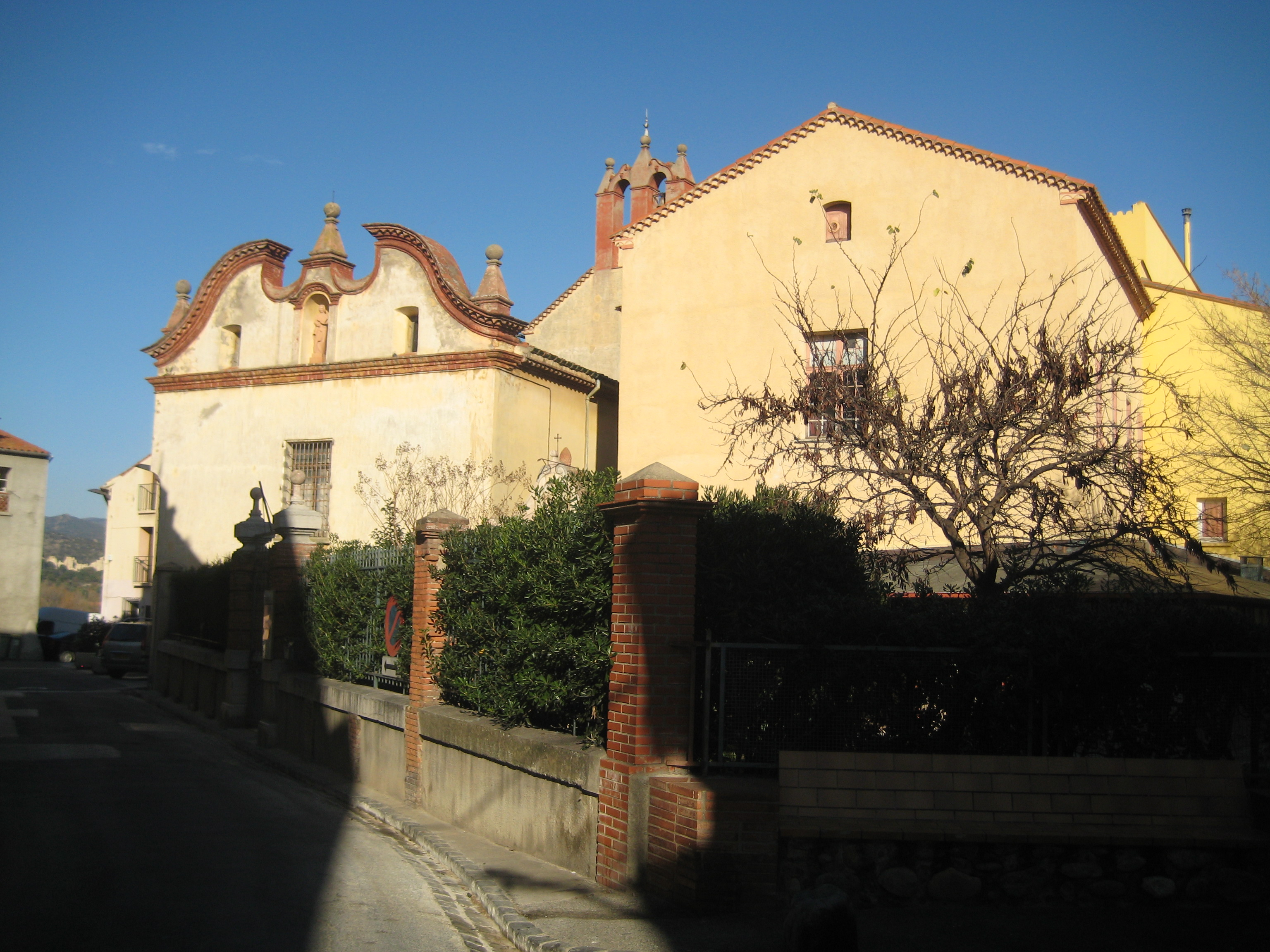
L'Hospital de Sant Jaume d'Illa

Sant Jaume de l'Hospital era la capella de l'antic hospital de la vila nord-catalana d'Illa, a la comuna del mateix nom, de la comarca del Rosselló.
Està situada al costat oest mateix de l'església de Santa Maria la Rodona, a l'extrem nord-est de la vila vella d'Illa.

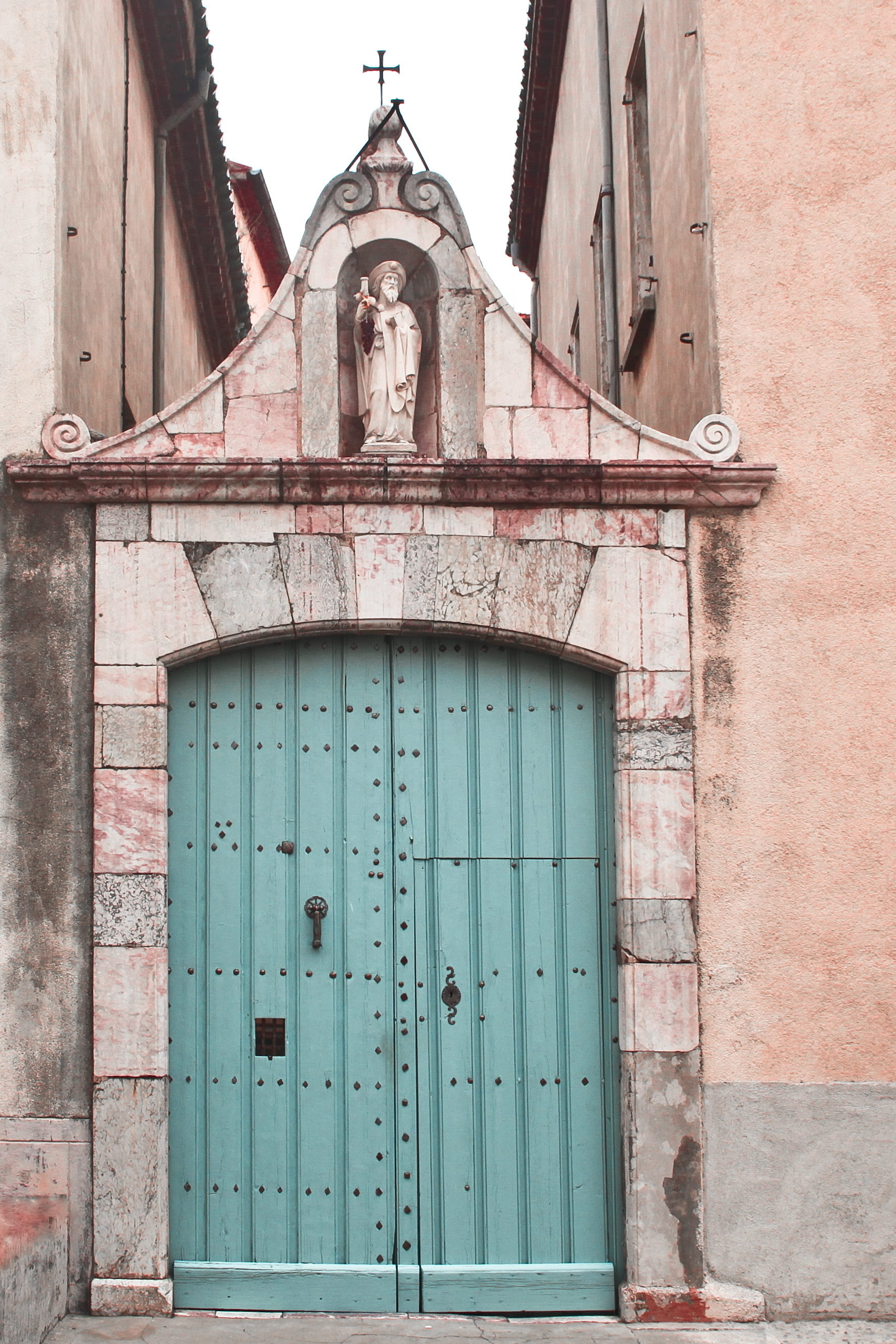
Porta de l'entrada de la capella i de l'Hospital d'Illa

L'Hospital d'Illa fou fundat el 1217 per la família d'Illa; el 1236 Maria d'Illa, Hospitalera de la vila el 1250, feu construir la capella, que fou acabada el 1258. El 1854 fou pràcticament destruïda per un incendi, i fou reconstruïda a continuació.
L'església conté tres làpides del segle xiii: la de la fundadora, Maria d'Illa, la de la Beatriu, vescomtessa de Fenollet, i la d'Ava, vescomtessa de Castellnou.